# Nemzeti Címer Bizottság
A Nemzeti Címer Bizottság (szabályos magyar helyesírással: Nemzeti Címerbizottság) a harmadik Orbán-kormány által a 138/2016. (VI. 13.) Korm. rendelettel létrehozott testület. A Bizottság feladata a helyi önkormányzati és a nemzetiségi önkormányzati címerek szakszerű és a címertani hagyományoknak megfelelő megalkotásának elősegítése. Létrehozására a Magyarország címerének és zászlajának használatáról, valamint állami kitüntetéseiről szóló 2011. évi CCII. törvény ad felhatalmazást. A Bizottság tagjai tevékenységükért díjazásban nem részesülnek, költségtérítés elszámolására nem jogosultak.

„4. § (1) A helyi önkormányzat és a nemzetiségi önkormányzat címerének Magyarország címerétől jól megkülönböztethetőnek kell lennie.
(2) A helyi önkormányzati és a nemzetiségi önkormányzati címerek szakszerű és a címertani hagyományoknak megfelelő megalkotásának elősegítése érdekében a Kormány Nemzeti Címer Bizottságot (a továbbiakban: Bizottság) működtet. A helyi önkormányzat és a nemzetiségi önkormányzat a címerének megalkotása vagy módosítása előtt kikéri a Bizottság véleményét.
(3) Ha a címer vagy a címeres körbélyegző használata kötelező, a helyi önkormányzati címer vagy címeres körbélyegző egyidejűleg nem használható.”

## A Bizottság feladata
A Bizottság feladata, hogy a helyi önkormányzatok és nemzetiségi önkormányzatok már meglévő, valamint tervezett címereit szakmai szempontok alapján véleményezze, szükség szerint javaslatokat fogalmazzon meg a “címertani hagyományoknak megfelelő kialakítására”.

## A Bizottság tagjai, szervezete, működése és eljárásrendje
A Bizottságnak 5 állandó tagja van, akik a következők: a Miniszterelnökséget vezető miniszter vagy az általa kijelölt állami vezető, valamint a bizottság elnökének felkérése alapján a Köztársasági Elnöki Hivatal főigazgatója vagy képviselője, a Magyar Heraldikai és Genealógiai Társaság elnöke vagy az általa kijelölt tag, és a címertan területén elismert heraldikai szakértő.
A Bizottság tagjai tevékenységükért díjazásban nem részesülnek és a  Bizottság tagjaként végzett feladatellátással összefüggésben költségtérítés elszámolására nem jogosultak.
A bizottság szükség szerint, de évente legalább négyszer tart ülést.